# Evan Rachel Wood

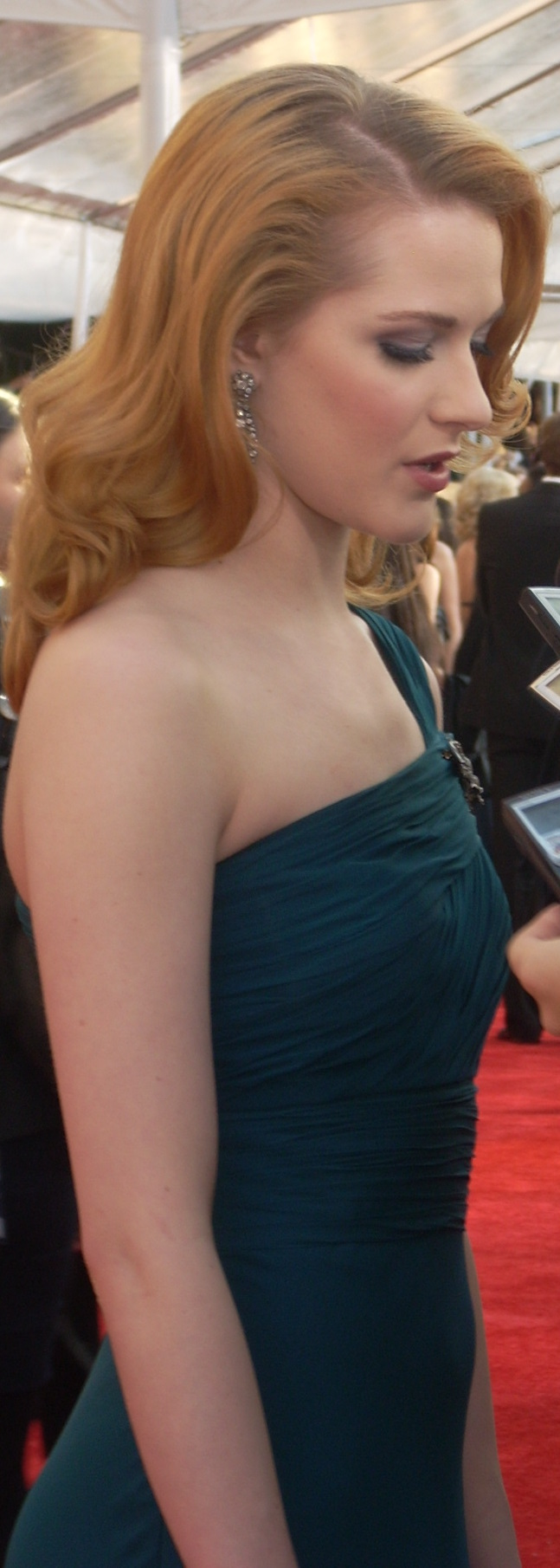
Evan Rachel Wood w 2009

Evan Rachel Wood (ur. 7 września 1987 w Raleigh, Karolina Północna, USA) – amerykańska aktorka filmowa, telewizyjna i teatralna oraz piosenkarka. Nominowana do nagrody Złotego Globu za film Trzynastka.

## Życiorys

### Początki
Pochodzi z żydowskiej rodziny artystycznej o tradycjach aktorskich. Jej matką jest aktorka Sara Lynn Moore, zaś ojciec – Ira David Wood III – założył teatr Theatre In The Park, w którym udziela się jako aktor, dramaturg i jednocześnie dyrektor. Evan Rachel Wood ma ponadto dwóch starszych braci – Dana, który jest muzykiem oraz Irę Davida Wooda IV. Razem z braćmi występowała na deskach teatru ojca.
W wieku siedmiu lat wzięła udział w castingu do roli Claudii w filmie Wywiad z wampirem (1994), którą ostatecznie zagrała Kirsten Dunst. Dwa lata później razem z matką i bratem Irą przeprowadziła się do Los Angeles. W drugiej połowie lat 90. rozpoczęła tam karierę jako dziecięca gwiazda telewizji.

### Kariera filmowa
Na dużym ekranie po raz pierwszy pojawiła się w 1998 w filmie Totalna magia, w którym zagrała u boku Sandry Bullock i Nicole Kidman. W tym samym roku wystąpiła w dwóch innych filmach: Na przekór całemu światu oraz Złodziejska zemsta. W 2001 roku Wood zagrała w filmie Mały sekret rolę utalentowanej skrzypaczki, która daje z siebie wszystko, aby osiągnąć mistrzostwo. Rok później aktorka wystąpiła w filmie Simone w reżyserii Andrew Niccola, opowiadającym historię producenta filmowego, który po odejściu gwiazdy filmowej decyduje się na zastąpienie jej programem komputerowym.
W 2003 Wood zagrała obok Cate Blanchett i Tommy Lee Jonesa w dramacie Zaginione w reżyserii Rona Howarda. Film opowiada historię Maggie Gilkenson, która przez pięć lat walczy o ocalenie swojej córki z rąk porywacza – psychopatycznego mordercy o nadprzyrodzonych zdolnościach. W tym samym roku można było zobaczyć ją w filmie Trzynastka, historii nastoletniej Tracy, która ulega wpływom Evie, najpiękniejszej i najpopularniejszej dziewczyny w szkole, popadając w konflikt z matką i nauczycielami. W roli filmowej matki Wood wystąpiła Holly Hunter.
W 2005 wystąpiła w głównej roli w projekcie Pretty Persuasion. W tym samym roku aktorka wystąpiła też w filmach Amerykańska sielanka oraz Ostre słówka. W 2006 pojawiła się w filmie Biegając z nożyczkami, gdzie kobiece role zagrały ponadto Annette Bening i Gwyneth Paltrow.
Pojawiła się w teledysku Green Day Wake Me Up When September Ends.

## Życie prywatne
Od 2006 była związana z artystą Marilyn Mansonem (zagrała w teledysku jego grupy do utworu Heart-Shaped Glasses (When the Heart Guides the Hand)), jednak po 2 latach spędzonych razem i krótkich zaręczynach para postanowiła się rozstać.
W kwietniu 2011 roku oświadczyła, że jest biseksualna. W 2012 wzięła ślub z aktorem Jamie’m Bellem. 29 lipca 2013 r. urodziła syna. W niespełna dwa lata od ślubu Wood i Bell pozostają w separacji.

## Filmografia
- 1997: Na przekór całemu światu (Digging to China)
- 1998: Totalna magia (Practical Magic))
- 1999: Detour
- 2001: Little Secrets
- 2002: S1m0ne
- 2003: Trzynastka (Thirteen)
- 2003: Zaginione (The Missing)
- 2005: Pretty Persuasion
- 2005: The Upside of Anger
- 2005: Down in the Valley
- 2006: Biegając z nożyczkami (Running with Scissors)
- 2007: Across the Universe
- 2007: The Life Before Her Eyes
- 2007: Kings of California
- 2008: Czysta krew (True Blood) jako Sophie-Anne Leclerq
- 2008: Zapaśnik (The Wrestler)
- 2009: Co nas kręci, co nas podnieca (Whatever Works)
- 2011: Idy marcowe (The Ides of March) jako Molly Stearns
- 2011: Mildred Pierce jako Veda Pierce (starsza)
- 2013: Wymarzony jako Birdie
- 2013: Charlie musi umrzeć jako Gabi Ibanescu
- 2014: Barefoot jako Daisy Kensington
- 2015: Głusza jako Eva
- 2015: Doll & Em jako Evan
- 2016, 2018: Westworld jako Dolores Abernathy
- 2017: A Worthy Companion jako Laura Drake